# Ulrich von Salpius
Ulrich von Salpius (1828 – 1867) var en preussisk garderofficer. Da H.C. Andersen i julen 1845 var i Berlin, traf han i et selskab den da kun 17-årige officersspire – som synes at have gjort et vist indtryk på digteren. I hvert fald skrev han et digt til ham: "Du har en Kunstnersjæl, jeg troer derpaa". Se digtet i Kalliope med flere oplysninger om dette bekendtskab.
Det er fristende at identificere Ulrich von Salpius med en vis "Hauptmann von Salpius", som skal have kæmpet mod Danmark ved "Skanse V" (Dybbøl) i 1864. Det ville passe med årstallene og med, at Salpius brugte sit tegnetalent (bevidnet af HCA, se Kalliope) til at afbilde slaget.